# نقابت
نقابت تشکیلاتی بود که خلفای عباسی  برای سرپرستی سادات و بنی هاشم پدیدآوردند.

## نقابت در عصر جاهلیت
در عصر جاهلی نقیبِ قوم را، شخص بزرگ و سید و قیّم و تدبیر کننده امور و سیاست آنان، آگاه بر امور پیدا و پنهان قوم می‌خواندند. این منصب، پس از رئیس (شیخ) قبیله هم عرض با امیر بوده‌است. وی علاوه بر عهده‌داری منصب نقابت قبیله در غیاب شیخ قبیله، رهبری قوم را بر عهده می‌گرفت و به عنوان دستیار شیخ قبیله عمل می‌کرد.

## نقابت در قرآن و عصر پیامبر اسلام
- در قرآن نیز واژه نقیب سه بار آمده‌است:کهف ۹۷، قاف ۳۶، و مائده ۱۲. «... خداوند، پیمانی از بنی اسرائیل گرفت و از میان آنان، ۱۲ نقیب (سرکرده) برانگیختیم.» مائده ۱۲.
- طبرسی از مفسران نخستین قرآن، نقل می‌کند که نقیبان بنی اسرائیل، نبی یا رسول بوده‌اند تا دین خدای را به پا دارند و تورات را به اسباط بیاموزند وآنها را باخداوند، آشنا نمایند. علامه طباطبائی در این باره می‌گوید:نقیبان بنی اسرائیل، در حقیقت روسا و رهبران سبطهای (خاندان) دوازده‌گانه بوده‌اند و در واقع، حاکم و متولی امور سبط خود به‌شمار می‌رفته اندو نسبت آنان به اسباط مانند نسبت اولی الامر به امت در اسلام بوده‌است. آنان مرجعیت امور دینی و دنیائی اسباط را بر عهده داشته‌اند. رشید رضا دربارهٔ کاربرد نقیب در قرآن می نویسدکه: «نقابت، یعنی تولیت (تولّی) و ریاست»
- پیامبر در پیمان عقبه از مردمان دو قبیله اوس و خزرج خواست تا دوازده نفر نقیب از میان خود به نزد من بفرستید تا کفیل و مسئول و شاهد شما باشند.
- پیامبر اسلام در چند نوبت از جمله پیمان عقبه دوم که ذکر آن گذشت، نقیب را در معنای اصطلاحی (رئیس) آن به کار برده‌اند.
- در منابع آمده که پیامبر اسلام، غنایم خیبر را در میان هیجده نقیب که هر کدام از آن‌ها یکصد رزمنده را تحت فرمان داشت تقسیم کرد. این شاید نخستین کاربرد نقیب در اصطلاح نظامی باشد. در تشکیلات نظامی ایوبی نیز اصطلاح نظامی نقیب وجود داشت.

## شکل‌گیری دیوان نقابت
دیوان نقابت تشکیلاتی سیاسی اداری بود که در نیمه اول قرن سوم هجری در حکومت عباسیان ایجاد شد و وظیفه‌اش سرپرستی سادات بنی هاشم بود. نقابت به صورت شغل و لقب از زمان خلفای عباسی برای سرپرستی هاشمیان وجود داشته. نقیبان به کارهای اشراف عرب که علویان و عباسیان بودند، رسیدگی می‌کردند. در دورهٔ اسلامی، اشرافیت که برخاسته از خون و تبار بود امتیازات ویژه‌ای به آن‌ها می‌بخشید. اشراف از دولت خلفا مستمری می‌گرفتند، خود و موالی آن‌ها زکات نمی‌دادند و کارهای قضایی آن‌ها به‌دست نقیب انجام می‌گرفت. تا قرن ۴ ه‍.ق عباسیان و علویان یک نقیب داشتند، اما از اواخر این قرن هر یک از دو گروه دارای نقیبی جداگانه بودند. نقابت به دو گونهٔ خاصه و عامه تقسیم می‌شد. در نقابت خاصه، نقیب تنها می‌کوشید از ورود دیگران به طبقهٔ اشراف جلوگیری کند، اما در نقابت عامه، نقیب به کارهای اشراف رسیدگی می‌کرد، اختلاف میان آن‌ها را فیصله می‌داد و چنانچه کاری خلاف شرع از آن‌ها سر می‌زد درباره‌شان حد جاری می‌کرد. نقیب عامه لازم بود که فقیهی مجتهد باشد. اشراف نه‌تنها در بغداد، بلکه در شهرهایی چون کوفه و بصره و واسط و اهواز نیز نقیب خاص خویش داشتند. نقیبان شخصیت‌های مطرح سادات بودند که بر اثر اهمیت وظایف شان، پیوسته در زمینه‌های گوناگون تأثیر می‌گذاردند. به عنوان یک نمونه، در تشکیلات دعوت عباسی داعی خراسان ابوعکرمه سرّاج، دوازده تن از حامیان بر جسته دعوت در خراسان را به نیابت از محمد بن علی (پیشوا و محور دعوت عباسی) به نقابت برگزیدند.
در طول تاریخ، همواره برخی افراد غیر سید، سعی کرده‌اند خود را سید وانمود کنند. نقیب النقبا سرپرست همه سادات تحت فرمان خلیفه بود که از بین شخصیتهای دانشمند با صلاحیت توسط او منصوب می‌شد و مسئول انتخاب نقیبان شهرها و محله‌ها بود. او وظیفه داشت به سادات ماهانه مقرری پرداخت کند و نسب آنان را حفظ کند تا کسی خود را به دروغ به سادات منتسب نکنند و از شأن آنان پاسداری کند. او بر تحصیل، ازدواج، اشتغال و زندگی آن‌ها نظارت می‌کرد و از حقوقشان در دیوانهای دیگر و دادگاه‌ها دفاع می‌کرد. این شبکه گسترده از نقبا از اندلس در غرب تا ترکستان در شرق گسترده شد و قرنها پس از عباسیان هم دوام آورد.
نقیب به دلیل نفوذ خود نقشهای مختلفی نظیر واسطه صلح شدن و امارت حجاج و قاضی القضات شدن را ایفا می‌کرد. مثلاً ابواحمد موسوی پدر سید مرتضی و سید رضی بارها امیرالحاج شد.
نقابت در اصطلاح صوفیان نیز به کار می‌رود. در اصطلاح صوفیان نُقبا گروهی از اولیای بزرگ خداوندند که تعداد آن‌ها در زمین، در یک زمان سه، هفت یا ده یا دوازده تن است.
نقابت در شام و آفرقا میان ممالیک و تشکیلات ایوبی هم به کار می‌رفته‌است. کاربرد اصطلاح نقیب در تشکیلات ایوبیان مصر و شام و سپس ممالیک به معنای «نائب»، «قائم مقام»، «جانشین» و یا «نماینده تام‌الاختیار» است و به عنوان نمونه در مورد قاضی و حاکم به کار رفته‌است.

## نقابت در عصر ایلخانیان
پس از حمله مغول جانشینان چنگیز از تشکیلات نقابت استفاده می‌کردند. پس از حمله مغولان به جهان اسلام، شاید انتظار می‌رفت که این نهاد فراموش شود و نقش تاریخی‌اش را از دست بدهد، اما مهاجمان به رغم این که مسلمان نبودند، به سرعت جایگاه مهم و نقش و اعتبار سادات را دریافتند و به احیا و تقویت نهاد نقابت همت گماشتند. این رویکرد بیش از گذشتیه به ویژه در روزگار ایلخانان مسلمان نیرومندتر شد. مغولان برای توجه به این دستگاه و تقویت آن دلایل فراوانی داشتند.

## نقابت در عصر صفویه
مقام بلندپایه ای بود که به صورت مستقیم در امور صنفی در دوره صفوی دخالت داشت. نقیب در عرف ایرانی به معنای زعیم سادات بوده. سادات در هر شهر تشکیلات خاص خودش را داشته که نقیب مسئولیت آن را بر عهده داشته؛ و به گواه تاریخ احتمالاً پیوند نزدیکی بین کارکرد مذهبی و صنفی تایخی وجود داشته‌است. حسین واعظ کاشفی، نقیب را سرپرست استادان حرفه‌ها و شاگردان می‌داند که در مراسم منصوب شدن اعضای صنف به درجه استادی، رسم بستن کمر بستن آن‌ها را انجام می‌داده، همچنین این مقام را شاه منصوب می‌کرده است.

## نقابت در دوره قاجار
در دوره قاجار هم به شکل منصب و هم به شکل لقب اعطایی مورد استفاده قرار می‌گرفته. در دربار قاجار سه منصب مرتبط با نقابت وجود داشته: نقیب الممالک، نقیب الاشراف و نقیب السادات. ریاست و نظارت بر کار نقیبان بر عهده نقیب الممالک بوده‌است. نقیب الممالک نام یک منصب بوده‌است به همین دلیل وجود چندین نقیب الممالک همزمان ممکن بوده‌است. لقب نقیب الاشراف در عصر قاجار به‌طور گسترده در تمام ایران استفاده می‌شده‌است. به طوری که در یزد و کرمان و اصفهان و شیراز از این لقب برای افراد سرشناس استفاده شده‌است.